# Hitchcockfilm

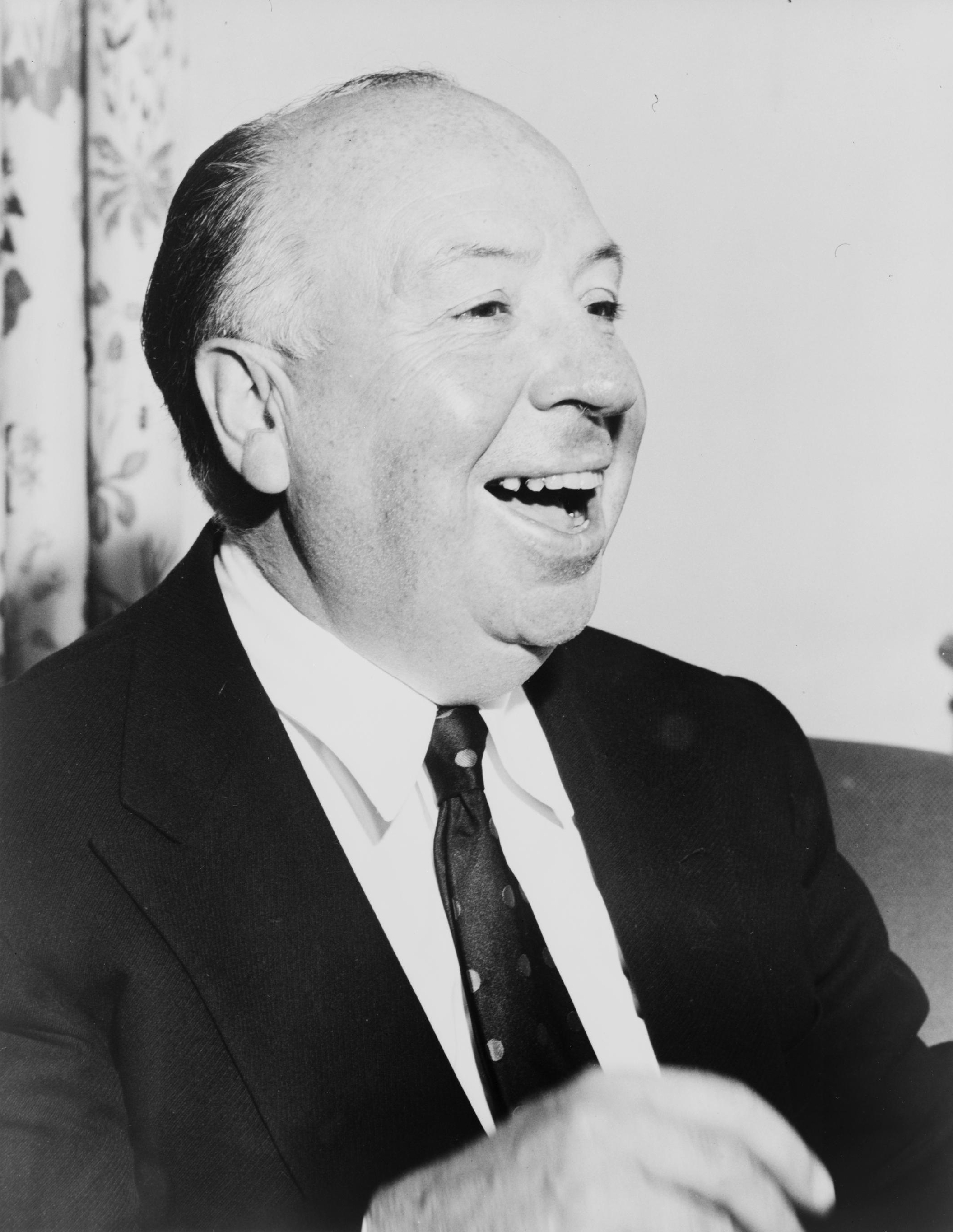
Alfred Hitchcock (1956)

Der Hitchcockfilm (auch Hitchcock-Film, Hitchcock-Thriller oder nur kurz Hitchcock) ist eine Form des Thrillers, der seit den 1930er Jahren durch den britisch-US-amerikanischen Regisseur Alfred Hitchcock geprägt wurde.

## Merkmale
Der Hitchcockfilm zeichnet sich durch die Verwendung gleicher oder ähnlicher Stilmittel, Motive und Symbole aus, durch die Zeichnung wiederkehrender Figurenmuster und durch eine explizit visuelle Erzählweise, sowie durch eine enge Verbindung von Spannung und Humor.

„Es mag Hitchcock gelungen sein, gelegentlich einen »Hitchcock-Film« zu drehen, tatsächlich aber gibt es kaum einen Filmemacher, dem es gelungen wäre, selbst konsequent hitchcockisch zu sein.“

## Motive
Die drei übergreifenden und Hitchcocks Werk von Anbeginn durchziehenden Hauptmotive sind laut Truffaut Angst, Sex und Tod. Die tragenden Elemente und Motive, die mit Hitchcock in Verbindung gebracht werden, sind Identitätsverlust, Schuldübertragung sowie doppelte oder gespaltene Persönlichkeiten. Zu Hitchcocks Erzählstil gehören Suspense als Mittel der Spannungserzeugung und MacGuffins als handlungsvorantreibende Elemente. Typischen mit Hitchcock konnektierte Figuren sind männliche Anti-Helden, unschuldig Verfolgte, geheimnisvolle oder hintergründige blonde Frauen, besitzergreifende Mütter und charismatische oder sympathische Schurken.
Von Hitchcock besetzte Symbole sind Vögel als Vorboten des Unglücks und des Chaos, als Symbol für ein aus den Fugen geratenes Leben oder als unmittelbares Symbol für den Tod sowie Treppen als Symbol für das Unbekannte und Gefährliche, die die reale, bodenständige Ebene von der mysteriösen, abgründigen Ebene des Verderbens trennen. Weiterhin sind bei Hitchcock Spiegel sowie Masken und Verkleidungen Symbole für doppelte oder gespaltene Persönlichkeiten.
Ein weiteres typisch hitchcocksches Motiv ist die Verbindung von Nahrungsaufnahme, Sex und Gewalt bzw. Tod, die sich wie ein roter Faden durch Hitchcocks Werk zieht: Beim Essen wird über Sex oder über das Töten gesprochen, Liebesszenen werden wie Morde inszeniert und umgekehrt, Küsse gleichen (Vampir-)Bissen, Morde finden mit Hilfe von Küchenutensilien oder in Gegenwart von Lebensmitteln statt.

## Begriff
Der Begriff „Hitchcock Picture“, zu deutsch „Hitchcockfilm“, wurde in den 1930er Jahren in England als Marken- und Gütezeichen geprägt, als Alfred Hitchcock zwischen 1934 und 1938 nacheinander sechs herausragende Thriller drehte und zum neuen britischen Regiestar wurde. Nachdem Kriminalfilme zuvor entweder im Polizisten- oder im Gangstermilieu spielten, stellte Hitchcock erstmals „Normalbürger“ in den Mittelpunkt krimineller Handlungen. Er prägte damit das Genre des Thrillers auf Jahrzehnte hinaus.
Alfred Hitchcock selbst verwendete den Begriff. So bekannte er 1950 in einem Interview mit David Brady: „Vor einiger Zeit führte ich Regie bei einer Komödie namens Mr. & Mrs. Smith. Ein kommerziell erfolgreicher Film, der jedoch nie als Hitchcock-Film angesehen wurde, weil es keine Verfolgungsjagden gab. Bei Lifeboat war das ebenso. Under Capricorn (1948) war auch nicht wirklich ein Hitchcockfilm – das war Bergman.“ Im Interview mit François Truffaut erklärte er 1962, sein dritter Film und erster Thriller Der Mieter aus dem Jahr 1927 sei eigentlich der „erste echte Hitchcockfilm“, während er von anderen Filmen wie zum Beispiel Rebecca (1940) sagte, sie seien „keine Hitchcockfilme“. Hitchcock unterschied mit diesem Begriff diejenige seiner Filme, bei denen er sein künstlerisches Filmverständnis weitgehend kompromisslos umsetzen konnte, und diejenigen, bei denen er sich unterschiedlichen äußeren Zwängen beugen musste, seien sie durch die Produzenten verursacht, durch Zeit- oder Geldnot, oder durch andere Umstände.
Der Hitchcockfilm ist heute in der Fachwelt weder als eigenständiges Filmgenre, noch als Untergenre des Thrillers etabliert. Allerdings wird er aufgrund seiner formalen und stilistischen Abgrenzbarkeit de facto als solches behandelt. Hitchcock wird in der Filmwissenschaft für die Entwicklung und die Bedeutung des Thrillers (als Genre) eine herausragende Rolle zugesprochen. Hitchcocks in einem Zeitraum von 50 Jahren entstandene Thriller und sein Filmvokabular sind zu Vorbildern und Steinbrüchen für das gesamte Genre geworden. Der Begriff Hitchcock stellt ein Qualitätsmerkmal dar und wird in Formulierungen wie „spannend wie ein Hitchcock“ weit über Cineastenkreise hinaus als solches verwendet.

## hitchcockisch
Spielfilme anderer Regisseure werden gelegentlich als „Hitchcockfilm“ bezeichnet, wenn sie durch die Verwendung typisch hitchcockscher Stilelemente stark an Hitchcocks eigene Filme erinnern. Diese Eigenschaft solcher Filme wird im britischen Sprachraum als „hitchcockian“ bezeichnet, im deutschen Sprachraum ist gelegentlich auch die Bezeichnung „Hitchcock-Touch“ gebräuchlich, als Adjektiv auch „hitchcocksch“ oder „hitchcockisch“. Jean-Luc Godard sagte einmal, dass man einen Hitchcockfilm bereits nach den ersten Bildern als solchen identifizieren könne.
| Film                                    | Regie                  | Produktionsland                               | Erscheinungsjahr | Anmerkung |
| Das Haus der Lady Alquist               | George Cukor           | Vereinigte Staaten                            | 1944             | „“ |
| Das unheimliche Fenster                 | Ted Tetzlaff           | Vereinigte Staaten                            | 1949             | „viele Gemeinsamkeiten mit dem späteren Film Das Fenster zum Hof“ (Tetzlaff war Kameramann unter Hitchcock)                     |
| Niagara                                 | Henry Hathaway         | Vereinigte Staaten                            | 1953             | „endet wie ein Thriller mit Hitchcock-Touch“                                                                                    |
| Die Spinne                              | Nunnally Johnson       | Vereinigte Staaten                            | 1954             | „dieser Film ist sehr wie ein Hitchcock Film, wo ein offenbar unschuldiger Mann eines Verbrechens beschuldigt wird“             |
| Die Teuflischen                         | Henri-Georges Clouzot  | Frankreich                                    | 1955             | „ein Film der Hitchcocks 'Psycho' beeinflußte“                                                                                  |
| Die fünfte Kolonne                      | Sheldon Reynolds       | Vereinigte Staaten                            | 1956             | „eine Kombination von Hitchcocks 'Der Auslandskorrespondent' und Fritz Langs 'Ministerium der Angst'“                           |
| 23 Schritte zum Abgrund                 | Henry Hathaway         | Vereinigte Staaten                            | 1956             | „nicht der beste Hitchcockfilm, den Hitchcock nie drehte“                                                                       |
| Zeugin der Anklage                      | Billy Wilder           | Vereinigte Staaten                            | 1957             | „hat viel von Hitchcocks 'Der Fall Paradin und anderer seine Filme'“                                                            |
| Mitternachtsspitzen                     | David Miller           | Vereinigte Staaten                            | 1960             | „Thriller, dessen Atmosphäre an Hitchcock erinnert“                                                                             |
| Augen der Angst                         | Michael Powell         | Vereinigtes Königreich                        | 1960             | |
| Ein Köder für die Bestie                | J. Lee Thompson        | Vereinigte Staaten                            | 1962             | „Hitchcock-mäßiger Thriller (die Musik ist interessanterweise vom Hitchcock-Hauskomponisten Bernard Herrmann)“                  |
| Charade                                 | Stanley Donen          | Vereinigte Staaten                            | 1963             | „der beste Hitchcock-Film, den Hitchcock nie drehte“                                                                            |
| James Bond 007 – Liebesgrüße aus Moskau | Terence Young          | Vereinigtes Königreich                        | 1963             | |
| Der Preis                               | Mark Robson            | Vereinigte Staaten                            | 1963             | „Agententhriller auf den Spuren Hitchcocks“                                                                                     |
| Die Strohpuppe                          | Basil Dearden          | Vereinigtes Königreich                        | 1964             | „passabler Hitchcock-Stil Thriller“                                                                                             |
| Die 27. Etage                           | Edward Dmytryk         | Vereinigte Staaten                            | 1965             | „bewegt sich ... gekonnt in den Gefilden von Alfred Hitchcock und dessen Meisterwerk 'Der unsichtbare Dritte'“                  |
| Arabeske                                | Stanley Donen          | Vereinigte Staaten                            | 1966             | „eine rotzfreche Hommage an Hitchcock“                                                                                          |
| New York Expreß                         | Philip Dunne           | Vereinigte Staaten                            | 1966             | |
| Marrakesch                              | Don Sharp              | Vereinigtes Königreich                        | 1966             | „auf den Spuren des Alfred Hitchcock-Klassikers 'Der Mann, der zu viel wusste'“                                                 |
| Blow Up                                 | Michelangelo Antonioni | Italien Vereinigtes Königreich                | 1966             | |
| Warte, bis es dunkel ist                | Terence Young          | Vereinigte Staaten                            | 1967             | „dieser Film fühlt sich an wie ein Hitchcock-Film“                                                                              |
| Der Haftbefehl                          | Ralph Thomas           | Vereinigtes Königreich Vereinigte Staaten     | 1968             | „Thriller aus den Zeiten des Kalten Krieges, für dessen Handlung deutliche Anleihen bei Alfred Hitchcock genommen wurden.“      |
| Jedes Kartenhaus zerbricht              | John Guillermin        | Vereinigte Staaten                            | 1968             | „vielleicht beste Hitchcocksche Thriller, den Hitchcock nie gemacht hat“                                                        |
| Paranoia                                | Umberto Lenzi          | Italien Spanien                               | 1970             | „Eine sehr große Hitchcockische Manipulation.“                                                                                  |
| Schwarzer Engel                         | Brian De Palma         | Vereinigte Staaten                            | 1976             | „meisterhafte Homage an Hitchcocks 'Vertigo – Aus dem Reich der Toten'“                                                         |
| Tödliche Umarmung                       | Jonathan Demme         | Vereinigte Staaten                            | 1979             | „Thriller mit Querverweisen auf Hitchcock-Filme und den Marilyn-Monroe-Klassiker 'Niagara'“                                     |
| Frantic                                 | Roman Polański         | Vereinigte Staaten Frankreich                 | 1988             | „ist die Fortsetzung Hitchcocks mit Polanskis Mitteln“                                                                          |
| Basic Instinct                          | Paul Verhoeven         | Vereinigte Staaten Frankreich                 | 1992             | „Basic Instinct hat Hitchcocks Vertigo viel zu verdanken und die Huldigung ist derart offenkundig, dass es schon peinlich ist.“ |
| Twelve Monkeys                          | Terry Gilliam          | Vereinigte Staaten                            | 1995             | |
| Panic Room                              | David Fincher          | Vereinigte Staaten                            | 2002             | |
| Der Ghostwriter                         | Roman Polański         | Frankreich Deutschland Vereinigtes Königreich | 2010             | „Polanski macht den Hitchcock“                                                                                                  |
| Tod im Spiegel                          | Wolfgang Petersen      | Vereinigte Staaten                            | 1991             | Solle in keiner Liste für Hitchcock-Filme fehlen.                                                                               |